# 김영 (1475년)
김영(金瑛, 1475년 ∼ 1528년)은 조선 중기의 문신으로 자는 영지(英之), 호는 삼당(三塘) 또는 락재(樂齋)이며 본관은 (신)안동이다. 사헌부감찰 영천군수 사헌부장령을 지낸 김영수(金永銖)와 숙부인(淑夫人) 강릉김씨(江陵金氏)사이에서 3남6녀중 맏아들로 태어났다.

## 생애
6살때부터 종조부인 보백당 김계행(金係行)에게 글을 배웠는데 “이 아이는 장차 우리 가문을 크게 빛내리라”고 칭찬을 받았다. 1495년(연산군1년) 21세에 사마양시(司馬兩試) 증광(增廣) 2등 18위로 합격(合格:생원시와 진사시에 모두합격)하고,
1506년(연산군12년) 32세에 별시문과(別試文科)에서 정과(丁科) 7위로 급제(及第)하여 예문관 검열(藝文館 檢閱)에 임명되었고 영예롭게 사가독서(賜暇讀書)를 하였다.
이듬해(1507)에는 예문관(藝文館) 대교(待敎)에 올라 예문관 봉교(藝文館奉敎) 김흠조(金欽祖)·정충량(鄭忠樑), 예문관 대교(藝文館 待敎) 이희증(李希曾), 예문관 검열(藝文館 檢閱) 권벌(權橃)·이영(李泳)·정웅(鄭熊)·윤인경(尹仁鏡)·윤지형(尹止衡) 등과 더불어 사신(史臣)의 정도를 내세우며 사초문제(史草問題)로 빚어졌던 무오사화(戊午史禍) 피화인(被禍人)의 신원(伸寃)을 상소하였다.
1508년(중종3년) 11월 7일 홍문관 박사(弘文館 博士), 같은해 12월 26일 홍문관(弘文館) 수찬(修撰), 1512년(중종7년) 3월 6일 홍문관(弘文館) 교리(校理), 같은해 6월 1일 평안도어사(平安道御使)를 역임(歷任)하였다.
1515년(중종10년) 5월 27일 사헌부(司憲府) 장령(掌令), 같은해 12월 26일 의정부(議政府) 사인(舍人)에 除授(제수) 되었고, 1517년(중종12년) 7월 16일 경상도 재상경차관(災傷敬差官)으로 임명되어 영남지방(嶺南地方)을 순찰(巡察) 하였다.
그 후 김제군수(金提郡守), 1519년(중종14년) 12월 17일 응교(應敎)에 제수(除授)되고, 1520년(중종15년) 2월 4일 세자시강원 필선(弼善)에 제수되었다.
1522년(중종17년) 8월 24일 사헌부장령(司憲府掌令)을 거쳐, 1524년(중종19년) 10월 27일 동부승지(同副承旨)을 역임하였으며, 1525년(중종20년) 3월 6일 우부승지(右副承旨), 1526년(중종21년) 형조참의(刑曹參議), 1527년(중종22년) 6월 16일 강원도관찰사(江原道觀察使)로 제수 되었으나 대간(臺諫)의 탄핵(彈劾)으로 체직(遞職)되었다. 또한 이조참의(吏曹參議)을 역임 하였는데, 문장이 섬려(纖麗:섬세하고 아름다움)하여 홍문관(弘文館) 수찬(修撰)에서 이조참의(吏曹參議)에 이르기까지 20년동안 계속 왕이 내리는 교서의 글을 짓는 일을 맡아보던 관직인 지제교(知製敎)를 겸하였다
김영은 정암(靜菴) 조광조(趙光祖) 등 중종때의 사림파(士林派)와는 언로(言路) 문제를 둘러싸고 논란을 벌이는 등 정치적 성격을 달리하였으며 학조대사(學祖大師)의 조카라는 이유로 한때 기롱(譏弄)을 받기도 하였다.
1528년(중종23년) 7월19일 54세로 세상을 떠났으며 저서로는 삼당집(三塘集)이 전한다.
묘소는 경기도 파주시 탄현면 낙하리 이동 자좌(子坐)에 쌍분(雙墳)으로 있다. 묘갈은 형조판서 대제학 퇴휴당(退休堂) 소세양(蘇世讓)이 찬(撰)하고 신분(申濆)이 썼다. 손자 거창현감 김기보(金箕報)가 퇴계(退溪) 이황(李滉)이 수필(手筆)하고 개각(改刻)한 것을 소장해 두고 있었는데, 그후 그것을 바탕으로 방손 영의정 문곡 김수항(金壽恒)이 전(篆)하고 음기(陰記)하여 역시 문곡(文谷)이 찬(撰)하고 썼다. 그후 세월이 많이흘러 비문이 마모되어 알아 볼 수 없어 방손 비서승(秘書丞) 동강 김영한(金甯漢)이 추기(追記)하고 동지돈녕원사(同知敦寧院事) 김용진(金容鎭)이 썼다

## 가족 관계
- 증조부 : 봉화현감 비안현감 김삼근(金三近)
- 조부 : 한성부판관 김계권(金係權)... 예천 권씨 이조판서 대제학 제평공 권맹손의 사위
- 종조부 : 사간원대사간 성균관대사성 도승지 증이조판서 보백당 김계행(金係行)
  - 아버지 : 사헌부감찰 영천군수 사헌부장령 김영수(金永銖)
  - 어머니 : 강릉 김씨, 현령 김박(金博)의 딸
  - 큰삼촌 : 세조~연산군까지 국사(國師), 道號는 등곡또는황악산인, 법명은학조(學祖), 본명 김영형(金永衡) 학조대사
  - 둘째삼촌 : 사헌부감찰 합천군수 김영전(金永銓)
  - 세째삼촌 : 진사 봉사 김영균(金永鈞)
  - 네째삼촌 : 합천군수 수원부사 김영추(金永錘)
    - 동생 : 세자시강원문학 평양서윤 김번(金璠)
    - 동생 : 예조정랑 경상우도수군절도사 김순(金珣)
      - 아들 : 사포별좌 증사복시정 김생락(金生洛)
      - 아들 : 김생한(金生漢)
      - 조카 : 신천군수 증좌찬성 김생해(金生海)...전주 이씨 성종의 아들 경명군 이침의 사위
        - 손자 : 거창현감 회인현감 김기보(金箕報)
        - 손자 : 원주목사 김성보(金星報)
        - 종손자 : 삼가현감 증영의정 김대효(金大孝)
        - 종손자 : 군기시정 증이조판서 김원효(金元孝)
        - 종손자 : 돈녕부도정 증영의정 김극효(金克孝)...동래 정씨 좌의정 임당 정유길의 사위, 김상용 김상헌의 아버지